# Nir Rechlis
Nir Rechlis (in ebraico ניר ריכליס‎?; Petah Tiqwa, 21 giugno 1963) è un ex cestista israeliano.

## Carriera
Con Israele ha disputato i Campionati mondiali del 1986.